# Uncharted: The Nathan Drake Collection
Uncharted: The Nathan Drake Collection ist eine Spielesammlung für PlayStation 4. Sie beinhaltet die vom amerikanischen Entwicklerstudio Bluepoint Games überarbeiteten Action-Adventures Uncharted: Drakes Schicksal, Uncharted 2: Among Thieves und Uncharted 3: Drake’s Deception, die ursprünglich von Naughty Dog für die PlayStation 3 entwickelt wurden. Es handelt sich dabei um eine sogenannte Remaster-Version der Videospiele, bei denen unter anderem die Grafik den aktuellen Möglichkeiten der Technik angepasst wurde. Die Spiel-Kollektion ist am 7. Oktober 2015 in Europa und am 9. Oktober 2015 in den USA erschienen. Herausgeber ist Sony Computer Entertainment.

## Handlung
Die Handlung wurde unverändert von den Videospielen des ursprünglichen Entwicklers Naughty Dog übernommen:

## Spielprinzip
Der Protagonist Nathan Drake wird aus der Third-Person-Perspektive gesteuert. Die Spielfigur springt im Stil des Parkour über Häuserdächer oder klettert an Felswänden entlang. Der Kampf gegen feindliche Figuren ist je nach Wahl des Spielers mit unterschiedlichen Faustfeuer- und Langwaffen oder auch mit Nahkampftechniken möglich. In einem Feuergefecht hat die Spielfigur die Möglichkeit, aus einer Deckung heraus Schüsse abzugeben. Dabei visiert der Spieler mittels eines Fadenkreuzes auf dem Bildschirm die Gegner an. In manchen Gebieten des Spiels muss der Spieler zudem Rätsel lösen, um die Geschichte voranzutreiben. Während des gesamten Spiels gibt es zudem versteckte Schätze, die oftmals an schwierig zu erreichenden Stellen zu finden sind und vom Spieler eingesammelt werden können. Diese gefundenen Schätze werden im Spiel mit Geld belohnt, das zum Freischalten von Zusatzinhalten wie Konzeptzeichnungen oder nützliche Spielobjekte verwendet werden kann.

## Charaktere
Zu den wiederkehrenden Figuren aller drei Serienteile gehören Schatzsucher und Protagonist Nathan Drake, dessen Freund und Mentor Victor „Sully“ Sullivan sowie die Journalistin und inzwischen Ehefrau von Drake Elena Fisher.

## Entwicklung
Die ersten drei Spiele der Uncharted-Serie wurden exklusiv für die PlayStation 3 veröffentlicht. Um diese auch Besitzern der PlayStation 4 zugänglich zu machen, wurde das Entwicklerstudio Bluepoint Games damit beauftragt, ein sogenanntes Remaster der Spiele zu entwickeln. Der Vita-Ableger Golden Abyss wurde nicht in die Sammlung aufgenommen, da er laut Community Strategist Arne Meyer inhaltlich für sich alleine stehe. Die Spiele der Hauptreihe bildeten hingegen eine durchgängige Erzählung, die in Uncharted 4 ihren Endpunkt fände.
In enger Zusammenarbeit mit dem ursprünglichen Entwickler Naughty Dog wurde die Grafik in vielen Punkten dem aktuellen Stand der Technik angepasst. Dies äußert sich beispielsweise in einer erhöhten Auflösung, neuen Texturen und Charaktermodellen, sowie dem Einsatz von Grafik-Filtern. Allerdings sind in der Kollektion nur die Einzelspieler-Kampagnen der Spiele enthalten. Der im zweiten und dritten Teil ursprünglich enthaltene Mehrspielermodus fehlt.
Es sind auch Änderungen in der Spielmechanik implementiert. So wurde beispielsweise das Zielsystem bei Schusswechseln für alle drei Spiele vereinheitlicht. Es existieren mit dem Brutal- und dem Forscher-Modus zwei neue auswählbare Schwierigkeitsgrade. Im Brutal-Modus regeneriert die Spielfigur nur sehr langsam verlorene Lebensenergie und der Bildschirmtod wird wahrscheinlicher. Im Gegensatz regeneriert im Forscher-Modus die Spielfigur sehr schnell.

## Rezeption
Das Remaster erhielt bereits kurz vor der Veröffentlichung überwiegend positive Kritiken von der Computerspielpresse. Metacritic aggregierte 86 von 100 Punkten. Die Kollektion verkaufte sich innerhalb der ersten Woche mehr als eine halbe Million Mal, nach fünf Wochen wurde die Marke von einer Million verkauften Exemplare erreicht. Bis Dezember 2015 soll sich die Kollektion laut Schätzung von vgchartz.com weltweit 2,4 Millionen Mal verkauft haben.